# (35956) 1999 LG2
1999 LG2 (asteroide 35956) é um asteroide da cintura principal. Possui uma excentricidade de 0.13752370 e uma inclinação de 6.91460º.
Este asteroide foi descoberto no dia 8 de junho de 1999 por LINEAR em Socorro.